# Wilhelm (cráter)

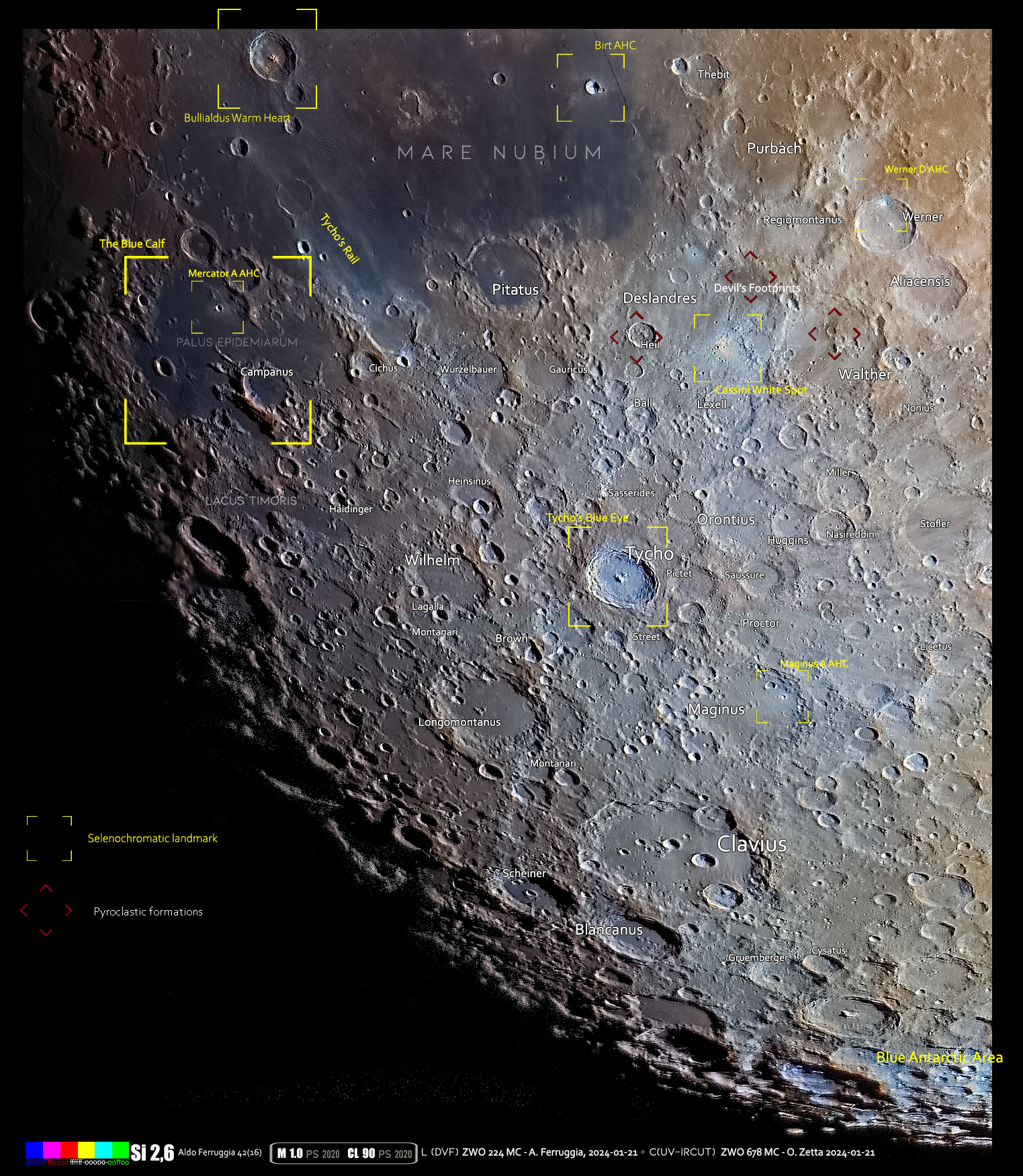
Área del cráter en formato selenocromático

Wilhelm es un cráter de impacto situado en la parte sur de la Luna, al oeste del prominente cráter Tycho. Porciones del material procedente del sistema de marcas radiales de Tycho se encuentran atravesando el borde y el suelo de Wilhelm. Junto a su borde sur se halla el cráter Montanari, mientras que Lagalla está unido al suroeste. Al norte-noreste aparece Heinsius.
|  |
|  |

Este cráter es del tipo tradicionalmente denominado como llanura amurallada. Tiene un borde exterior muy erosionado cubierto por varios cráteres más pequeños. Entre estos figuran Wilhelm A y Wilhelm K, que yacen atravesando el borde del lado sudoeste; y Wilhelm B, apenas al noroeste en el borde occidental. Wilhelm C invade el borde noreste y Wilhelm D está unido al borde exterior noreste. Presenta una protrusión hacia el exterior en el lado sur del brocal, que se extiende hasta contactar con Montanari.
El suelo interior de Wilhelm es relativamente llano, con un área más áspera al noreste. El resto es plano y casi sin rasgos reseñables, excepto por unos pequeños cráteres.

## Cráteres satélite
Por convención estos elementos son identificados en los mapas lunares poniendo la letra en el lado del punto medio del cráter que está más cercano a Wilhelm.
|         | \| Wilhelm \| Coordenadas \| Diámetro \| \| ------- \| ------------------------------ \| -------- \| \| A \| 44°36′S 22°00′O / -44.6, -22.0 \| 20 km \| \| B \| 43°30′S 22°48′O / -43.5, -22.8 \| 19 km \| \| C \| 41°36′S 19°30′O / -41.6, -19.5 \| 15 km \| \| D \| 41°48′S 17°42′O / -41.8, -17.7 \| 32 km \| \| E \| 44°06′S 17°54′O / -44.1, -17.9 \| 14 km \| \| F \| 42°24′S 23°06′O / -42.4, -23.1 \| 9 km \| \| G \| 42°30′S 25°54′O / -42.5, -25.9 \| 17 km \| \| H \| 42°30′S 23°48′O / -42.5, -23.8 \| 7 km \| \| J \| 41°30′S 26°12′O / -41.5, -26.2 \| 19 km \| \| K \| 44°06′S 21°42′O / -44.1, -21.7 \| 21 km \| \| L \| 40°24′S 22°06′O / -40.4, -22.1 \| 9 km \| \| M \| 44°00′S 17°18′O / -44.0, -17.3 \| 9 km \| \| N \| 43°42′S 18°30′O / -43.7, -18.5 \| 7 km \| \| O \| 43°06′S 17°12′O / -43.1, -17.2 \| 17 km \| \| P \| 40°54′S 20°30′O / -40.9, -20.5 \| 12 km \| \| Q \| 43°12′S 18°24′O / -43.2, -18.4 \| 8 km \| \| R \| 41°18′S 21°54′O / -41.3, -21.9 \| 7 km \| \| S \| 41°42′S 21°42′O / -41.7, -21.7 \| 10 km \| \| T \| 41°18′S 20°54′O / -41.3, -20.9 \| 8 km \| \| U \| 41°24′S 20°24′O / -41.4, -20.4 \| 5 km \| \| V \| 43°54′S 19°30′O / -43.9, -19.5 \| 8 km \| \| W \| 42°30′S 20°18′O / -42.5, -20.3 \| 5 km \| \| X \| 40°54′S 19°54′O / -40.9, -19.9 \| 12 km \| \| Y \| 44°30′S 20°54′O / -44.5, -20.9 \| 5 km \| \| Z \| 44°48′S 20°18′O / -44.8, -20.3 \| 8 km \| |          |
| Wilhelm | Coordenadas | Diámetro |
| A       | 44°36′S 22°00′O / -44.6, -22.0 | 20 km    |
| B       | 43°30′S 22°48′O / -43.5, -22.8 | 19 km    |
| C       | 41°36′S 19°30′O / -41.6, -19.5 | 15 km    |
| D       | 41°48′S 17°42′O / -41.8, -17.7 | 32 km    |
| E       | 44°06′S 17°54′O / -44.1, -17.9 | 14 km    |
| F       | 42°24′S 23°06′O / -42.4, -23.1 | 9 km     |
| G       | 42°30′S 25°54′O / -42.5, -25.9 | 17 km    |
| H       | 42°30′S 23°48′O / -42.5, -23.8 | 7 km     |
| J       | 41°30′S 26°12′O / -41.5, -26.2 | 19 km    |
| K       | 44°06′S 21°42′O / -44.1, -21.7 | 21 km    |
| L       | 40°24′S 22°06′O / -40.4, -22.1 | 9 km     |
| M       | 44°00′S 17°18′O / -44.0, -17.3 | 9 km     |
| N       | 43°42′S 18°30′O / -43.7, -18.5 | 7 km     |
| O       | 43°06′S 17°12′O / -43.1, -17.2 | 17 km    |
| P       | 40°54′S 20°30′O / -40.9, -20.5 | 12 km    |
| Q       | 43°12′S 18°24′O / -43.2, -18.4 | 8 km     |
| R       | 41°18′S 21°54′O / -41.3, -21.9 | 7 km     |
| S       | 41°42′S 21°42′O / -41.7, -21.7 | 10 km    |
| T       | 41°18′S 20°54′O / -41.3, -20.9 | 8 km     |
| U       | 41°24′S 20°24′O / -41.4, -20.4 | 5 km     |
| V       | 43°54′S 19°30′O / -43.9, -19.5 | 8 km     |
| W       | 42°30′S 20°18′O / -42.5, -20.3 | 5 km     |
| X       | 40°54′S 19°54′O / -40.9, -19.9 | 12 km    |
| Y       | 44°30′S 20°54′O / -44.5, -20.9 | 5 km     |
| Z       | 44°48′S 20°18′O / -44.8, -20.3 | 8 km     |